# Walter Bauer (författare)
Walter Bauer, född 4 november 1904, död 23 december 1976, var en tysk författare.
Bauer förde som ung ett kringflackande liv och var bland annat folkskollärare och eldare. Han debuterade med sociala dikter i Walt Whitmans stil i Kameraden, zu euch spreche ich (1929), följd av Stimme aus dem Leunawerk (1930). Därefter övergick han till prosaromanen och skrev Ein mann zog in die Stadt (1931, svensk översättning Stamfadern utan land 1932), en skildring av en bondsons undergång i storstaden med tydliga självbiografiska drag, Die notwendige Reise (1932), en utopi om mänsklighetens utveckling samt Das Herz der Erde (1933). Bauer anpassade sig till den nazistiska regimen dock utan att låna sig till propagandaverksamhet. Han deltog som soldat i Frankrike under andra världskriget. Bland hans senare skrifter märks Der Lichtstrahl (1937), berättelserna Die Horde Moris (1935), Die grössere Welt (1936), novellsamlingarna Abschied und Wanderung (1939) och Wanderer im Süden (1940), Tagebuchblätter aus Frankreich (1941) och essäsamlingen Das Lichte und das Dunkle (1941).